# Championnat de Russie de football 2023-2024
Navigation
Édition précédente Édition suivante
CSKA Moscou
Dynamo Moscou
Lokomotiv Moscou
Spartak Moscou
La saison 2023-2024 de Premier-Liga est la trente-deuxième édition de la première division russe. C'est la treizième édition à suivre un calendrier « automne-printemps » à cheval sur deux années civiles. Elle démarre le 21 juillet 2023 pour s'achever le 25 mai 2024, incluant une trêve hivernale entre la fin d'année 2023 et le début de 2024.
Les seize meilleurs clubs du pays sont regroupés au sein d'une poule unique où ils s'affrontent à deux reprises, à domicile et à l'extérieur, jouant chacun 30 rencontres pour un total de 240 matchs.
En fin de saison, le premier au classement est sacré champion de Russie. En raison des sanctions infligées à la Russie depuis l'invasion de l'Ukraine en 2022, les clubs russes ne sont pas autorisés à concourir dans les compétitions européennes 2024-2025.
Dans le bas de classement, les deux derniers sont directement relégués en deuxième division. Le treizième et le quatorzième disputent quant à eux un barrage de relégation face au troisième et au quatrième du deuxième échelon.

## Participants
Un total de seize équipes participent au championnat, quatorze d'entre elles étant déjà présentes la saison précédente. À celles-ci s'ajoutent deux promus de deuxième division : le Baltika Kaliningrad et le Rubin Kazan, qui remplacent le FK Khimki et le Torpedo Moscou, relégués au terme de l'exercice 2022-2023. Le Baltika retrouve à cette occasion l'élite pour la première fois depuis la saison 1998. Le Rubin fait quant à lui son retour après un an d'absence.
Parmi ces clubs, les trois équipes moscovites du CSKA, du Lokomotiv et du Spartak sont les seules à n'avoir jamais quitté le championnat depuis sa fondation en 1992. En dehors de celles-ci, le Zénith Saint-Pétersbourg évolue continuellement dans l'élite depuis la saison 1996 tandis que l'Akhmat Grozny (2008) et le FK Rostov (2009) sont présents depuis les années 2000.
Légende des couleurs
- Promu de deuxième division

| Club                     | Présent depuis | Classement 2022-2023 | Entraîneur                   | Stade                   | Capacité théorique |
| ------------------------ | -------------- | -------------------- | ---------------------------- | ----------------------- | ------------------ |
| Zénith Saint-Pétersbourg | 1996           | 1                    | Sergueï Semak                | Stade Krestovski        | 64 287             |
| CSKA Moscou              | 1992           | 2                    | Vladimir Fedotov             | VEB Arena               | 30 000             |
| Spartak Moscou           | 1992           | 3                    | Vladimir Slišković (intérim) | Otkrytie Arena          | 42 000             |
| FK Rostov                | 2009           | 4                    | Valeri Karpine               | Rostov Arena            | 43 472             |
| Akhmat Grozny            | 2008           | 5                    | Magomed Adiev (en)           | Akhmad Arena            | 30 597             |
| FK Krasnodar             | 2011           | 6                    | Mourad Moussaïev             | Stade de Krasnodar      | 34 291             |
| FK Orenbourg             | 2022           | 7                    | David Deogracia              | Stade Gazovik (en)      | 10 046             |
| Lokomotiv Moscou         | 1992           | 8                    | Mikhaïl Galaktionov (en)     | Stade Lokomotiv         | 28 800             |
| Dynamo Moscou            | 2017           | 9                    | Marcel Lička (en)            | VTB Arena               | 26 700             |
| FK Sotchi                | 2019           | 10                   | Robert Moreno                | Stade olympique Ficht   | 45 000             |
| Oural Iekaterinbourg     | 2014           | 11                   | Viktor Goncharenko           | Stade central           | 25 000             |
| Krylia Sovetov Samara    | 2021           | 12                   | Igor Osinkine (en)           | Samara Arena            | 44 918             |
| Pari Nijni Novgorod      | 2021           | 13                   | Saša Ilić                    | Stade de Nijni Novgorod | 45 253             |
| Fakel Voronej            | 2022           | 14                   | Igor Tcherevtchenko          | Stade central (en)      | 32 750             |
| Rubin Kazan              | 2023           | 1 (D2)               | Rashid Rahimov               | Ak Bars Arena           | 42 398             |
| Baltika Kaliningrad      | 2023           | 2 (D2)               | Sergueï Ignachevitch         | Arena Baltika           | 35 000             |

1. 1 2 3  N'est ici comptée que la période depuis la fondation du championnat russe en 1992, indépendamment de l'éventuelle présence dans l'ancien championnat soviétique dont il est le successeur.

### Changements d'entraîneur
| Club                | Entraîneur partant        | Date de départ    | Position   | Entraîneur arrivant          | Date d'arrivée    |
| ------------------- | ------------------------- | ----------------- | ---------- | ---------------------------- | ----------------- |
| FK Orenbourg        | Marcel Lička (en)         | 22 juin 2023      | Pré-saison | Jiří Jarošík                 | 22 juin 2023      |
| Dynamo Moscou       | Pavel Alpatov (intérim)   | 22 juin 2023      | Pré-saison | Marcel Lička (en)            | 22 juin 2023      |
| Akhmat Grozny       | Sergueï Tachouïev         | 15 août 2023      | 12e        | Miroslav Romaschenko (en)    | 18 août 2023      |
| FK Orenbourg        | Jiří Jarošík              | 22 août 2023      | 16e        | David Deogracia              | 22 août 2023      |
| Fakel Voronej       | Vadim Ievseïev            | 5 septembre 2023  | 15e        | Sergueï Tachouïev            | 8 septembre 2023  |
| FK Sotchi           | Dmitri Khokhlov           | 17 septembre 2023 | 16e        | Aleksandr Totchiline         | 17 septembre 2023 |
| FK Sotchi           | Aleksandr Totchiline      | 3 décembre 2023   | 16e        | Robert Moreno                | 15 décembre 2023  |
| FK Krasnodar        | Vladimir Ivić             | 13 mars 2024      | 2e         | Mourad Moussaïev             | 14 mars 2024      |
| Akhmat Grozny       | Miroslav Romaschenko (en) | 4 avril 2024      | 12e        | Magomed Adiev (en)           | 5 avril 2024      |
| Spartak Moscou      | Guillermo Abascal         | 14 avril 2024     | 6e         | Vladimir Slišković (intérim) | 14 avril 2024     |
| Fakel Voronej       | Sergueï Tachouïev         | 26 avril 2024     | 11e        | Igor Tcherevtchenko          | 26 avril 2024     |
| Pari Nijni Novgorod | Sergueï Iouran            | 28 avril 2024     | 11e        | Saša Ilić                    | 4 mai 2024        |

## Compétition

### Format
Le championnat se compose de seize équipes professionnelles qui s'affrontent chacune deux fois, à domicile et à l'extérieur, pour un total de trente matchs disputés pour chaque équipe.
De l'autre côté du classement, les deux derniers à l'issue de la saison sont directement relégués en deuxième division. Le treizième et le quatorzième sont quant à eux qualifiés pour les barrages de relégation où ils affrontent le troisième et le quatrième de la division inférieure dans le cadre de confrontations en deux manches afin de déterminer les deux derniers participants à la saison 2024-2025.
Dans le contexte de l'invasion de l'Ukraine par la Russie, la FIFA et l'UEFA annoncent le 28 février 2022 la suspension de la sélection nationale ainsi que des clubs russes de l'ensemble des compétitions internationales. Cette décision annule donc les qualifications pour les différentes compétitions européennes depuis cette date.

### Critères de départage
Les équipes sont classées selon leur nombre de points. Ceux-ci sont attribués selon un barème de trois points pour une victoire, un seul pour un match nul et aucun pour une défaite. Pour départager les équipes à égalité de points, les critères suivants sont appliqués :
1. Résultats lors des confrontations directes (dans l'ordre : nombre de points, matchs gagnés, différence de buts, buts marqués) ;
2. Nombre de matchs gagnés ;
3. Différence de buts générale ;
4. Nombre de buts marqués ;

En cas d'égalité absolue entre deux équipes, même après application des critères précédents, les deux équipes sont départagées par un match d'appui.

### Classement et résultats

#### Classement
| Rang | Équipe                         | Pts | J  | G  | N  | P  | Bp | Bc | Diff |
| ---- | ------------------------------ | --- | -- | -- | -- | -- | -- | -- | ---- |
| 1    | Zénith Saint-Pétersbourg T S C | 57  | 30 | 17 | 6  | 7  | 52 | 27 | +25  |
| 2    | FK Krasnodar                   | 56  | 30 | 16 | 8  | 6  | 45 | 29 | +16  |
| 3    | Dynamo Moscou                  | 56  | 30 | 16 | 8  | 6  | 53 | 39 | +14  |
| 4    | Lokomotiv Moscou               | 53  | 30 | 14 | 11 | 5  | 52 | 38 | +14  |
| 5    | Spartak Moscou                 | 50  | 30 | 14 | 8  | 8  | 41 | 32 | +9   |
| 6    | CSKA Moscou                    | 48  | 30 | 12 | 12 | 6  | 56 | 40 | +16  |
| 7    | FK Rostov                      | 43  | 30 | 12 | 7  | 11 | 43 | 46 | -3   |
| 8    | Rubin Kazan P                  | 42  | 30 | 11 | 9  | 10 | 31 | 38 | -7   |
| 9    | Krylia Sovetov Samara          | 41  | 30 | 11 | 8  | 11 | 45 | 44 | +1   |
| 10   | Akhmat Grozny                  | 35  | 30 | 10 | 5  | 15 | 33 | 45 | -12  |
| 11   | Fakel Voronej                  | 32  | 30 | 7  | 11 | 12 | 22 | 31 | -9   |
| 12   | FK Orenbourg                   | 31  | 30 | 7  | 10 | 13 | 34 | 41 | -7   |
| 13   | Pari Nijni Novgorod            | 30  | 30 | 8  | 6  | 16 | 29 | 51 | -22  |
| 14   | Oural Iekaterinbourg           | 30  | 30 | 7  | 9  | 14 | 30 | 46 | -16  |
| 15   | Baltika Kaliningrad P          | 26  | 30 | 7  | 5  | 18 | 33 | 42 | -9   |
| 16   | FK Sotchi                      | 24  | 30 | 5  | 9  | 16 | 37 | 48 | -11  |

Champion de Russie
- 1er : Champion

Relégation en deuxième division
- 13e et 14e : Barrages de relégation
- 15e et 16e : Relégation

Abréviations
- T : Tenant du titre
- C : Vainqueur de la Coupe de Russie 2023-2024
- S : Vainqueur de la Supercoupe de Russie 2023
- P : Promu de deuxième division

#### Résultats
| Résultats (▼dom., ►ext.)                                   | AKH | BAL | CSK | DYN | FAK | KRA | KRY | LOK | NIJ | ORE | OUR | ROS | RUB | SOT | SPA | ZEN |
| Akhmat Grozny                                              |     | 1-7 | 2-3 | 1-1 | 1-2 | 1-1 | 1-2 | 0-2 | 5-1 | 4-0 | 1-0 | 0-0 | 0-1 | 1-0 | 2-1 | 1-5 |
| Baltika Kaliningrad                                        | 1-0 |     | 3-1 | 2-3 | 2-1 | 2-2 | 2-1 | 1-3 | 2-0 | 1-0 | 0-1 | 2-2 | 0-1 | 0-0 | 0-2 | 0-2 |
| CSKA Moscou                                                | 1-2 | 1-0 |     | 2-3 | 4-1 | 1-0 | 2-2 | 4-1 | 3-2 | 1-1 | 2-0 | 2-0 | 2-2 | 3-1 | 0-0 | 1-1 |
| Dynamo Moscou                                              | 2-0 | 2-0 | 2-1 |     | 0-0 | 1-3 | 4-1 | 2-1 | 1-1 | 2-0 | 2-1 | 1-4 | 1-0 | 3-2 | 1-2 | 1-0 |
| Fakel Voronej                                              | 2-0 | 0-0 | 1-1 | 1-1 |     | 0-0 | 0-1 | 1-4 | 2-0 | 0-0 | 0-0 | 0-1 | 0-1 | 2-0 | 2-0 | 1-1 |
| FK Krasnodar                                               | 0-1 | 3-2 | 1-0 | 1-0 | 2-1 |     | 2-1 | 1-1 | 1-0 | 2-1 | 2-0 | 3-2 | 1-1 | 2-0 | 2-0 | 1-2 |
| Krylia Sovetov Samara                                      | 0-2 | 2-1 | 0-2 | 3-3 | 3-0 | 0-0 |     | 3-3 | 1-1 | 1-1 | 3-1 | 5-1 | 2-0 | 2-1 | 4-0 | 1-1 |
| Lokomotiv Moscou                                           | 2-1 | 3-2 | 3-3 | 0-0 | 2-0 | 1-1 | 1-1 |     | 1-0 | 0-2 | 2-0 | 1-0 | 2-2 | 2-2 | 1-1 | 3-1 |
| Pari Nijni Novgorod                                        | 2-0 | 0-0 | 2-6 | 1-4 | 1-1 | 3-4 | 2-0 | 2-3 |     | 3-1 | 1-0 | 1-0 | 2-1 | 1-0 | 0-0 | 0-2 |
| FK Orenbourg                                               | 1-1 | 1-0 | 1-1 | 1-2 | 1-2 | 0-2 | 2-1 | 0-2 | 3-1 |     | 0-2 | 1-1 | 3-0 | 3-0 | 0-0 | 3-1 |
| Oural Iekaterinbourg                                       | 0-1 | 2-1 | 2-1 | 2-1 | 0-0 | 3-1 | 1-2 | 2-2 | 1-1 | 3-3 |     | 0-1 | 0-1 | 1-4 | 3-2 | 1-4 |
| FK Rostov                                                  | 3-0 | 2-1 | 3-3 | 1-2 | 2-1 | 2-1 | 2-0 | 1-0 | 1-0 | 2-1 | 2-2 |     | 3-0 | 2-2 | 1-5 | 1-1 |
| Rubin Kazan                                                | 2-1 | 1-0 | 0-0 | 2-2 | 1-0 | 0-2 | 2-1 | 1-1 | 0-1 | 1-1 | 1-1 | 3-1 |     | 1-1 | 1-4 | 0-3 |
| FK Sotchi                                                  | 1-2 | 2-0 | 2-2 | 3-3 | 0-0 | 2-3 | 0-2 | 0-1 | 6-1 | 1-1 | 2-2 | 4-0 | 0-2 |     | 1-0 | 0-2 |
| Spartak Moscou                                             | 0-0 | 2-1 | 2-2 | 1-0 | 0-2 | 1-0 | 3-0 | 3-2 | 2-0 | 3-2 | 0-0 | 2-1 | 3-1 | 1-0 |     | 1-3 |
| Zénith Saint-Pétersbourg                                   | 2-1 | 1-0 | 0-1 | 2-3 | 2-0 | 1-1 | 3-1 | 1-2 | 1-0 | 1-0 | 4-0 | 2-1 | 0-2 | 3-0 | 0-0 |     |
| - Victoire à domicile - Match nul - Victoire à l'extérieur |     |     |     |     |     |     |     |     |     |     |     |     |     |     |     |     |

### Barrages de relégation
Le treizième et le quatorzième du championnat affrontent les deux barragistes de la deuxième division à la fin de la saison dans le cadre d'un barrage aller-retour, le 29 mai et le 1er juin 2024.
| Équipe                    | Aller | Total | Retour | Équipe               |
| ------------------------- | ----- | ----- | ------ | -------------------- |
| Pari Nijni Novgorod (D1)  | 1 - 2 | 3 - 2 | 2 - 0  | Arsenal Toula (D2)   |
| Oural Iekaterinbourg (D1) | 0 - 2 | 2 - 3 | 2 - 1  | Akron Togliatti (D2) |

Légende des couleurs
- Maintien en première division.
- Promotion en première division.
- Maintien en deuxième division.
- Relégation en deuxième division.

## Statistiques

### Leader par journée
La frise suivante montre l'évolution des équipes ayant successivement occupé la première place :
|     | ——  | ——  | ——           | ——           | ——           | ——           | ——           | ——           | ——           | ——           | ——           | ——           | ——           | ——  | ——           | ——           | ——           | ——           | ——                       | ——                       | ——                       | ——                       | ——                       | ——                       | ——                       | ——                       | ——  | ——  | ——  | —— |  |
| KRA | KRA | SPA | FK Krasnodar | FK Krasnodar | FK Krasnodar | FK Krasnodar | FK Krasnodar | FK Krasnodar | FK Krasnodar | FK Krasnodar | FK Krasnodar | FK Krasnodar | FK Krasnodar | ZEN | FK Krasnodar | FK Krasnodar | FK Krasnodar | FK Krasnodar | Zénith Saint-Pétersbourg | Zénith Saint-Pétersbourg | Zénith Saint-Pétersbourg | Zénith Saint-Pétersbourg | Zénith Saint-Pétersbourg | Zénith Saint-Pétersbourg | Zénith Saint-Pétersbourg | Zénith Saint-Pétersbourg | DYN | DYN | ZEN |    |  |
|     |     |     |              |              |              |              |              |              |              |              |              |              |              |     |              |              |              |              |                          |                          |                          |                          |                          |                          |                          |                          |     |     |     |    |  |
|     |     |     |              |              |              |              |              |              |              |              |              |              |              |     |              |              |              |              |                          |                          |                          |                          |                          |                          |                          |                          |     |     |     |    |  |
| 1   | 2   | 3   | 4            | 5            | 6            | 7            | 8            | 9            | 10           | 11           | 12           | 13           | 14           | 15  | 16           | 17           | 18           | 19           | 20                       | 21                       | 22                       | 23                       | 24                       | 25                       | 26                       | 27                       | 28  | 29  | 30  |    |  |

### Domicile et extérieur
| Rang | Équipe                   | Pts | J  | G  | N | P | Bp | Bc | Diff |
| ---- | ------------------------ | --- | -- | -- | - | - | -- | -- | ---- |
| 1    | FK Krasnodar             | 35  | 15 | 11 | 2 | 2 | 23 | 10 | +13  |
| 2    | Spartak Moscou           | 33  | 15 | 10 | 3 | 2 | 24 | 14 | +10  |
| 3    | Dynamo Moscou            | 32  | 15 | 10 | 2 | 3 | 25 | 16 | +9   |
| 4    | FK Rostov                | 31  | 15 | 9  | 4 | 2 | 28 | 19 | +9   |
| 5    | Zénith Saint-Pétersbourg | 29  | 15 | 9  | 2 | 4 | 23 | 12 | +11  |
| 6    | CSKA Moscou              | 29  | 15 | 8  | 5 | 2 | 29 | 16 | +13  |
| 7    | Lokomotiv Moscou         | 28  | 15 | 7  | 7 | 1 | 24 | 16 | +8   |
| 8    | Krylia Sovetov Samara    | 27  | 15 | 7  | 6 | 2 | 30 | 17 | +13  |
| 9    | Pari Nijni Novgorod      | 24  | 15 | 7  | 3 | 5 | 21 | 21 | 0    |
| 10   | FK Orenbourg             | 22  | 15 | 6  | 4 | 5 | 20 | 16 | +4   |
| 11   | Baltika Kaliningrad      | 21  | 15 | 6  | 3 | 6 | 18 | 19 | -1   |
| 12   | Rubin Kazan              | 21  | 15 | 5  | 6 | 4 | 16 | 19 | -3   |
| 13   | Oural Iekaterinbourg     | 19  | 15 | 5  | 4 | 6 | 20 | 24 | -4   |
| 14   | Fakel Voronej            | 19  | 15 | 4  | 7 | 4 | 12 | 10 | +2   |
| 15   | Akhmat Grozny            | 18  | 15 | 5  | 3 | 7 | 21 | 26 | -5   |
| 16   | FK Sotchi                | 17  | 15 | 4  | 5 | 6 | 24 | 21 | +3   |

| Rang | Équipe                   | Pts | J  | G | N | P  | Bp | Bc | Diff |
| ---- | ------------------------ | --- | -- | - | - | -- | -- | -- | ---- |
| 1    | Zénith Saint-Pétersbourg | 28  | 15 | 8 | 4 | 3  | 29 | 15 | +14  |
| 2    | Lokomotiv Moscou         | 25  | 15 | 7 | 4 | 4  | 28 | 22 | +6   |
| 3    | Dynamo Moscou            | 24  | 15 | 6 | 6 | 3  | 28 | 23 | +5   |
| 4    | Rubin Kazan              | 21  | 15 | 6 | 3 | 6  | 15 | 19 | -4   |
| 5    | FK Krasnodar             | 21  | 15 | 5 | 6 | 4  | 21 | 18 | +3   |
| 6    | CSKA Moscou              | 19  | 15 | 4 | 7 | 4  | 27 | 24 | +3   |
| 7    | Akhmat Grozny            | 17  | 15 | 5 | 2 | 8  | 12 | 19 | -7   |
| 8    | Spartak Moscou           | 17  | 15 | 4 | 5 | 6  | 17 | 18 | -1   |
| 9    | Krylia Sovetov Samara    | 14  | 15 | 4 | 2 | 8  | 16 | 27 | -11  |
| 10   | Fakel Voronej            | 13  | 15 | 3 | 4 | 8  | 10 | 21 | -11  |
| 11   | FK Rostov                | 12  | 15 | 3 | 3 | 9  | 15 | 27 | -12  |
| 12   | Oural Iekaterinbourg     | 11  | 15 | 2 | 4 | 8  | 10 | 22 | -12  |
| 13   | FK Orenbourg             | 9   | 15 | 1 | 6 | 8  | 14 | 25 | -11  |
| 14   | FK Sotchi                | 7   | 15 | 1 | 4 | 10 | 13 | 27 | -14  |
| 15   | Baltika Kaliningrad      | 5   | 15 | 1 | 2 | 12 | 15 | 23 | -8   |
| 16   | Pari Nijni Novgorod      | 5   | 14 | 1 | 2 | 11 | 7  | 28 | -21  |

### Évolution du classement
Le tableau suivant récapitule le classement au terme de chacune des journées définies par le calendrier officiel, les matchs joués en retard sont pris en compte la journée suivante. Les équipes ayant un ou plusieurs matchs en retard sont indiqués en gras et italique.
| Journée →      | 1  | 2  | 3  | 4  | 5  | 6  | 7  | 8  | 9  | 10 | 11 | 12 | 13 | 14 | 15 | 16 | 17 | 18 | 19 | 20 | 21 | 22 | 23 | 24 | 25 | 26 | 27 | 28 | 29 | 30 | 1er | Barr. | Rel. |
| Équipe         |    |    |    |    |    |    |    |    |    |    |    |    |    |    |    |    |    |    |    |    |    |    |    |    |    |    |    |    |    |    |     |       |      |
| -------------- | -- | -- | -- | -- | -- | -- | -- | -- | -- | -- | -- | -- | -- | -- | -- | -- | -- | -- | -- | -- | -- | -- | -- | -- | -- | -- | -- | -- | -- | -- | --- | ----- | ---- |
| Akhmat         | 12 | 14 | 10 | 11 | 9  | 11 | 10 | 10 | 10 | 10 | 11 | 12 | 13 | 14 | 15 | 14 | 13 | 13 | 12 | 12 | 12 | 13 | 15 | 15 | 12 | 10 | 10 | 10 | 10 | 10 |     | 7     | 3    |
| Baltika        | 15 | 15 | 12 | 13 | 14 | 15 | 16 | 16 | 14 | 15 | 13 | 14 | 15 | 15 | 14 | 15 | 15 | 15 | 15 | 15 | 15 | 15 | 14 | 14 | 15 | 13 | 15 | 15 | 15 | 15 |     | 9     | 20   |
| CSKA           | 11 | 8  | 5  | 3  | 5  | 6  | 7  | 7  | 9  | 7  | 8  | 7  | 5  | 3  | 5  | 6  | 5  | 8  | 7  | 4  | 4  | 4  | 4  | 6  | 7  | 8  | 8  | 6  | 6  | 6  |     |       |      |
| Dynamo         | 14 | 12 | 6  | 6  | 3  | 5  | 2  | 4  | 5  | 6  | 6  | 6  | 4  | 5  | 3  | 3  | 3  | 3  | 3  | 3  | 3  | 3  | 3  | 3  | 3  | 3  | 3  | 1  | 1  | 3  | 2   | 1     |      |
| Fakel          | 13 | 16 | 16 | 16 | 15 | 14 | 15 | 15 | 16 | 14 | 15 | 13 | 12 | 10 | 10 | 11 | 11 | 11 | 11 | 11 | 11 | 11 | 11 | 11 | 11 | 12 | 14 | 11 | 13 | 11 |     | 6     | 8    |
| Krasnodar      | 1  | 1  | 2  | 1  | 1  | 1  | 1  | 1  | 1  | 1  | 1  | 1  | 1  | 1  | 1  | 2  | 1  | 1  | 1  | 2  | 2  | 2  | 2  | 2  | 2  | 2  | 2  | 3  | 3  | 2  | 17  |       |      |
| Krylia Sovetov | 7  | 5  | 3  | 5  | 7  | 4  | 3  | 3  | 2  | 2  | 2  | 3  | 3  | 4  | 4  | 5  | 4  | 6  | 8  | 8  | 8  | 7  | 6  | 7  | 5  | 6  | 6  | 8  | 9  | 9  |     |       |      |
| Lokomotiv      | 8  | 3  | 9  | 9  | 10 | 8  | 6  | 8  | 6  | 3  | 4  | 5  | 7  | 7  | 7  | 8  | 6  | 4  | 5  | 5  | 5  | 5  | 5  | 5  | 4  | 5  | 4  | 4  | 4  | 4  |     |       |      |
| Pari NN        | 16 | 13 | 15 | 10 | 13 | 9  | 8  | 9  | 7  | 9  | 7  | 8  | 8  | 8  | 9  | 9  | 9  | 9  | 9  | 9  | 10 | 10 | 10 | 10 | 10 | 11 | 11 | 12 | 14 | 13 |     | 4     | 2    |
| Orenbourg      | 10 | 11 | 14 | 15 | 16 | 16 | 14 | 11 | 13 | 11 | 12 | 15 | 14 | 13 | 13 | 13 | 14 | 14 | 14 | 14 | 14 | 12 | 12 | 12 | 13 | 14 | 12 | 14 | 12 | 12 |     | 15    | 4    |
| Oural          | 6  | 7  | 4  | 2  | 2  | 3  | 5  | 5  | 8  | 8  | 9  | 9  | 10 | 12 | 12 | 12 | 12 | 12 | 13 | 13 | 13 | 14 | 13 | 13 | 14 | 15 | 13 | 13 | 11 | 14 |     | 10    | 1    |
| Rostov         | 5  | 6  | 7  | 7  | 8  | 10 | 11 | 12 | 11 | 12 | 14 | 10 | 9  | 11 | 11 | 10 | 10 | 10 | 10 | 10 | 9  | 9  | 8  | 8  | 8  | 7  | 7  | 9  | 7  | 7  |     | 1     |      |
| Rubin          | 9  | 10 | 13 | 14 | 12 | 13 | 13 | 14 | 12 | 13 | 10 | 11 | 11 | 9  | 8  | 7  | 8  | 7  | 6  | 7  | 7  | 8  | 9  | 9  | 9  | 9  | 9  | 7  | 8  | 8  |     | 6     |      |
| Sotchi         | 3  | 9  | 11 | 12 | 11 | 12 | 12 | 13 | 15 | 16 | 16 | 16 | 16 | 16 | 16 | 16 | 16 | 16 | 16 | 16 | 16 | 16 | 16 | 16 | 16 | 16 | 16 | 16 | 16 | 16 |     | 1     | 22   |
| Spartak        | 4  | 2  | 1  | 4  | 6  | 7  | 9  | 6  | 4  | 5  | 5  | 4  | 6  | 6  | 6  | 4  | 7  | 5  | 4  | 6  | 6  | 6  | 7  | 4  | 6  | 4  | 5  | 5  | 5  | 5  | 1   |       |      |
| Zénith         | 2  | 4  | 8  | 8  | 4  | 2  | 4  | 2  | 3  | 4  | 3  | 2  | 2  | 2  | 2  | 1  | 2  | 2  | 2  | 1  | 1  | 1  | 1  | 1  | 1  | 1  | 1  | 2  | 2  | 1  | 10  |       |      |

## Distinctions individuelles
| Meilleurs buteurs Cette section est vide, insuffisamment détaillée ou incomplète. Votre aide est la bienvenue ! Comment faire ? | Meilleurs passeurs Cette section est vide, insuffisamment détaillée ou incomplète. Votre aide est la bienvenue ! Comment faire ? |

### Récompenses mensuelles
| Mois      | Joueur du mois | Joueur du mois | Entraîneur du mois | Entraîneur du mois | But du mois | But du mois | But du mois |
| Mois      | Joueur         | Club           | Entraîneur         | Club               | Joueur      | Club        |             |
| --------- | -------------- | -------------- | ------------------ | ------------------ | ----------- | ----------- | ----------- |
| Juillet   |                |                |                    |                    |             |             |             |
| Août      |                |                |                    |                    |             |             |             |
| Septembre |                |                |                    |                    |             |             |             |
| Octobre   |                |                |                    |                    |             |             |             |
| Novembre  |                |                |                    |                    |             |             |             |
| Mars      |                |                |                    |                    |             |             |             |
| Avril     |                |                |                    |                    |             |             |             |
| Mai       |                |                |                    |                    |             |             |             |

### Liste des 33 meilleurs joueurs
À l'issue de la saison, la fédération russe de football désigne les 33 meilleurs joueurs du championnat (ru).